# Medeon

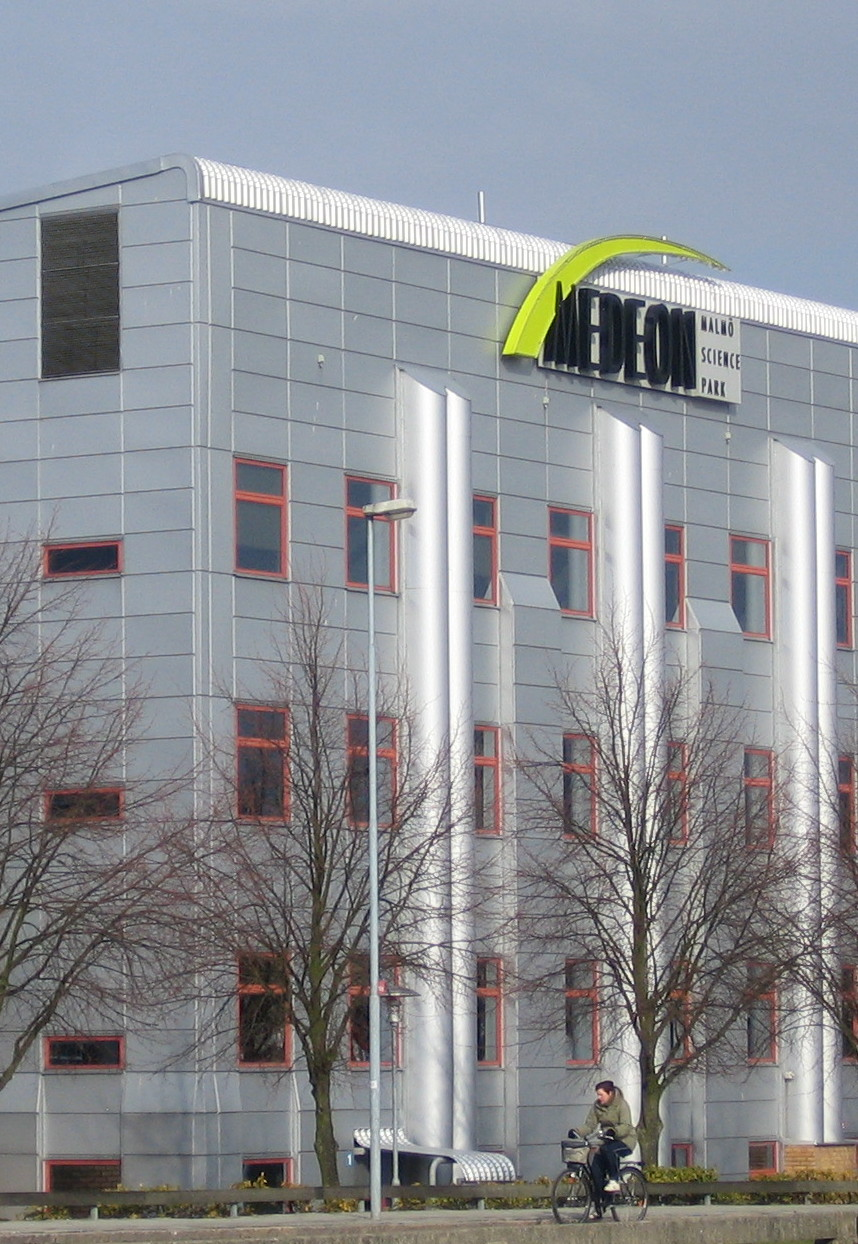
Medeon

Medeon Malmö Science Park, tidigare Ideon-Malmö, är en forskningspark belägen i stadsdelen Södra Innerstaden i Malmö, i nära anslutning till Skånes universitetssjukhus.
Ideon-Malmö tillkom 1985 och hade ursprungligen koppling till Ideon i Lund. År 1998 blev emellertid verksamheten i Malmö helt skild från Ideon i Lund och då bildades AB Medeon, ursprungligen ägt av Wihlborgs Fastigheter (40%), Malmö kommun (40%) samt Teknikbrostiftelsen i Lund (20%). År 2002 förvärvade Malmö kommun Teknikbrostiftelsens andel och kommunen är därigenom numera majoritetsägare (60%). 
I dag är ett 30-tal företag verksamma på Medeon med fokus på kunskapsintensiva företag inom life science (läkemedel, medicinteknik, bioteknik och hälsovård).